# Pseudophisma aeolida
Pseudophisma aeolida là một loài bướm đêm trong họ Noctuidae.